# بول إريك نيلسن
بول إريك نيلسن (بالدنماركية: Poul Erik Nielsen)‏ هو مجدف دنماركي، ولد في 5 يونيو 1942 في أودنسه في الدنمارك.

## وصلات خارجية
- بول إريك نيلسن على موقع الاتحاد الدولي للتجديف (الإنجليزية)
- بول إريك نيلسن على موقع اللجنة الأولمبية الدولية (الإنجليزية)
- بول إريك نيلسن على موقع أوليمبيديا (الإنجليزية)